# Falange média
São chamadas falanges médias as falanges que se encontram no meio dos dedos, entre as falanges proximais e distais. As falanges médias não existem nos dedos polegares e nos hálux (primeiros dedos, ou dedões dos pés).